# Virazeil
Virazeil település Franciaországban, Lot-et-Garonne megyében. Lakosainak száma 1696 fő (2022. január 1.). Virazeil Escassefort, Birac-sur-Trec, Marmande, Puymiclan, Saint-Pardoux-du-Breuil és Seyches községekkel határos.

## Népesség
A település népessége az elmúlt években az alábbi módon változott:
| Lakosok száma | 966  | 1433 | 1631 | 1570 | 1718 | 1729 | 1702 | 1677 | 1676 | 1696 |
|               | 1968 | 1982 | 1990 | 2006 | 2013 | 2015 | 2017 | 2019 | 2020 | 2022 |